# 鹤地水库
鹤地水库，又称鹤地银湖，是广东省内一座以供水为主，结合防洪、发电、养殖、旅游等的大型综合性水利工程，坝址位于湛江市廉江市河唇镇，库区地跨两省区（广东、广西）、三市（湛江、玉林、茂名）、四县（陆川、博白、化州、廉江），总库容11.44亿立方米，集水面积1495平方公里，是雷州半岛的重要供水来源地。2016年9月，被评为“国家水利风景区”。

## 历史
鹤地水库的建设始于中华人民共和国成立初期，为了解决雷州半岛地区的灌溉和饮水问题，1958年，中共湛江地委决定建设雷州青年运河工程，在廉江城东北14公里的河唇镇鹤地村拦截九洲江，蓄水建库，并建设与之相配套的运河。搬迁工作从1958年4月8日动员开始，到1959年10月基本结束，涉及搬迁人口超过四万人、耕地八万多亩、房屋近六千间。1958年6月10日，鹤地水库正式开工，附近的廉江、遂溪、海康等7个县区、16万民工参与建设，最高峰时参与人数高达30万。1958年12月16日，鹤地水库截流成功，1959年9月，鹤地水库基本建成，其中主坝1座、副坝36座，全长7.9公里。1960年5月14日，雷州青年运河主渠建成通水，鹤地水库首次向青年运河放水春耕，雷州半岛158万亩土地实现自流灌溉。
鹤地水库的建成极大地改善了雷州半岛的农业生产条件，‌1963年‌雷州半岛大旱，但因鹤地水库蓄水，当年粮食仍实现了增产。1964年，时任国家副主席董必武视察鹤地水库，曾题写“鹤地水为库，雷州旱不忧，渠分四干引，江截九洲流”的诗句。

## 图库

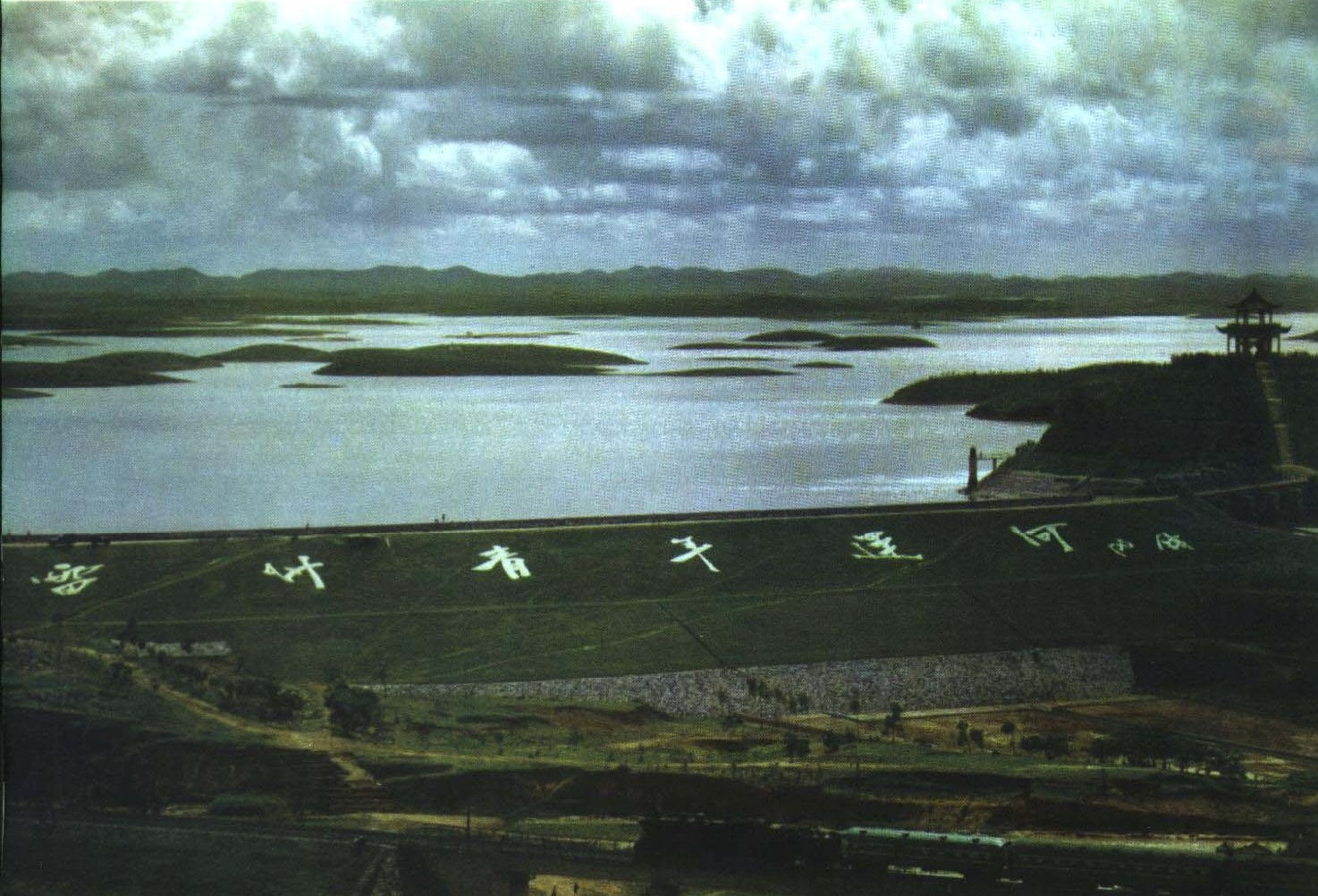
1964年 雷州半岛青年运河 鹤地水库
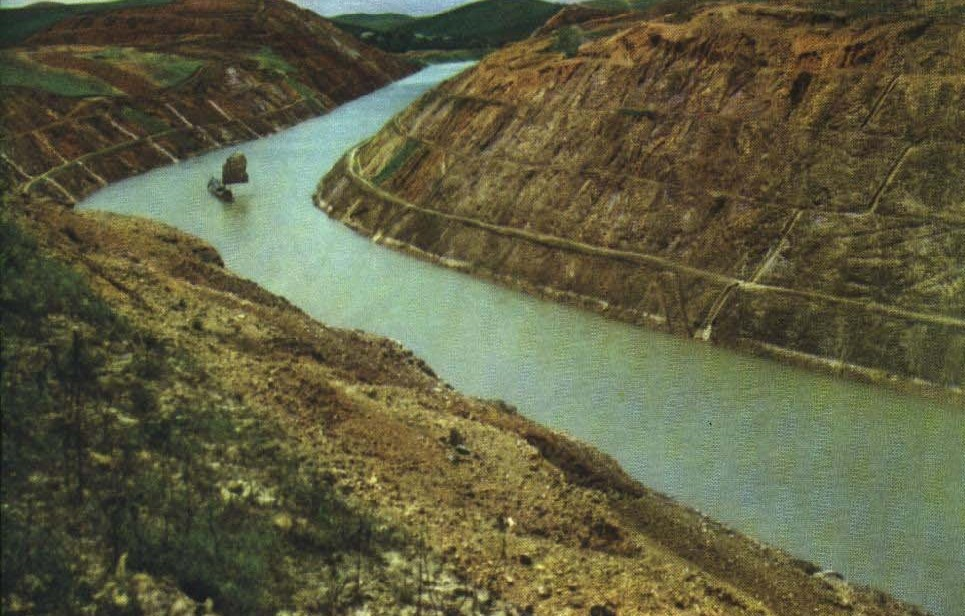
雷州半岛青年运河
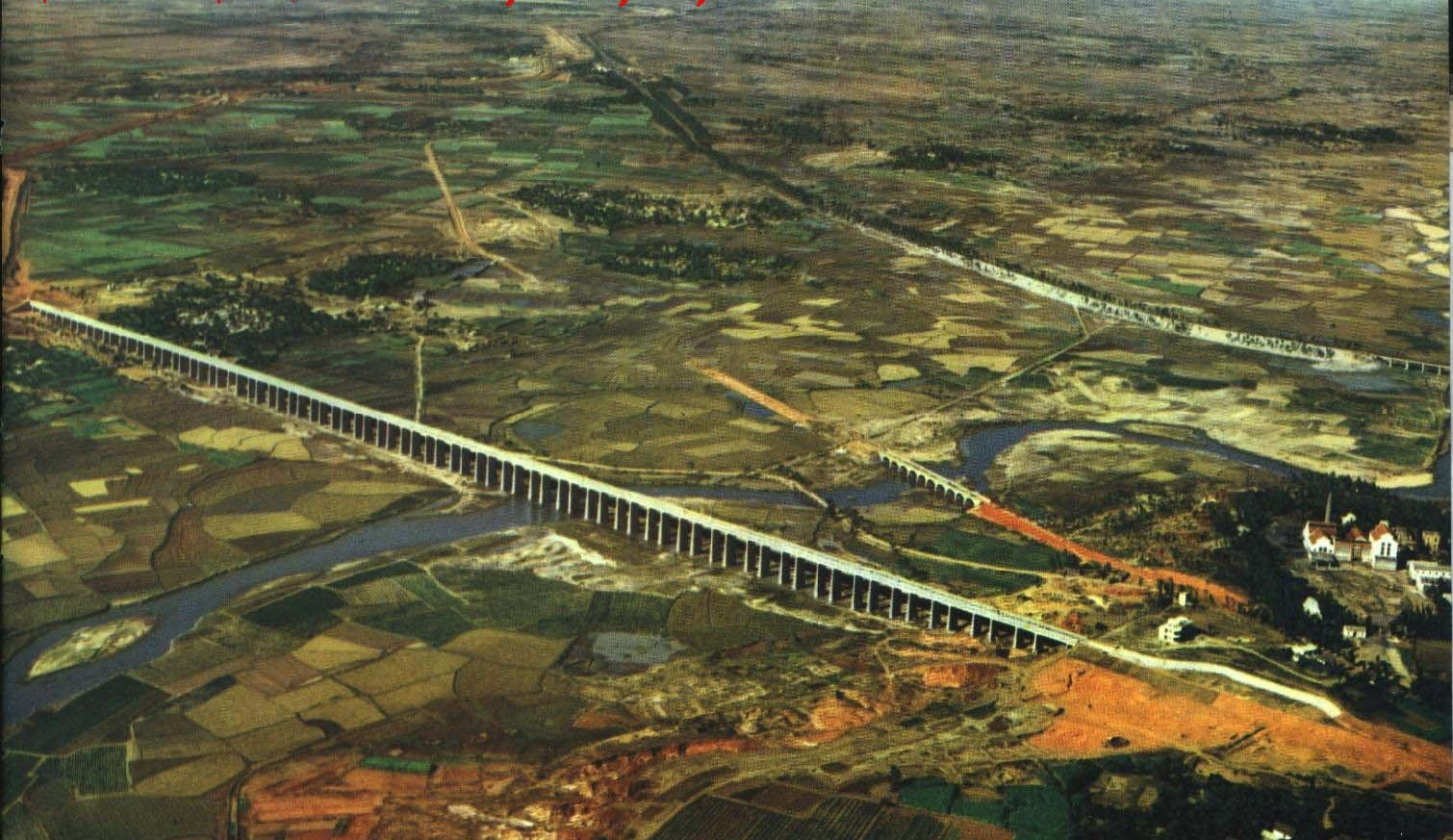
1964年 雷州半岛青年运河大渡槽